# Keiphone
Keiphone es una empresa chilena enfocada al rubro de las telecomunicaciones, particularmente el de los teléfonos inteligente. Su principal actividad es la de comercializar productos propios bajo la marca Keiphone. Actualmente, su oficina corporativa se encuentra en Santiago, Chile, mientras que sus operaciones se extienden en todo el territorio chileno. Es conocida como la primera empresa chilena de equipos celulares de alta gama .

## Historia
Keiphone nace en 2007, cuando Konrad Burchardt funda Keiphone con la idea de lanzar al mercado un equipo de marca propia. Los sistemas operativos de entonces frustraron todo intento de concretar ese sueño enfocando sus operaciones de lleno en la telefonía IP. Sin embargo con la masificación de Android y la consolidación de fabricantes de confianza se retoma la idea en 2015. Ese año, sus hijos , renuevan las operaciones y lanzan al mercado los primeros dos modelos de la compañía, el K8 y el K6, convirtiéndose en la primera marca de celulares de alta gama originada en Chile. En esta primera etapa, se busca la modalidad e-comerce como canal de venta. En 2016 amplían sus operaciones lanzando dos nuevos modelos, el Pro-X y el K10. Además en este año abren su primera sucursal física ubicada en el Mall Costanera Center.

## Equipos

### K6
Oficialmente llamado Keiphone K6, este equipo corresponde a la primera línea de Teléfonos inteligentes lanzados por la marca el 29 de diciembre de 2015. Con características técnicas típicas de un celular gama media. Sus componentes son de fabricación de terceras empresas como MediaTek (procesador), Corning Gorilla, Omnivision, ARM, entre otros.

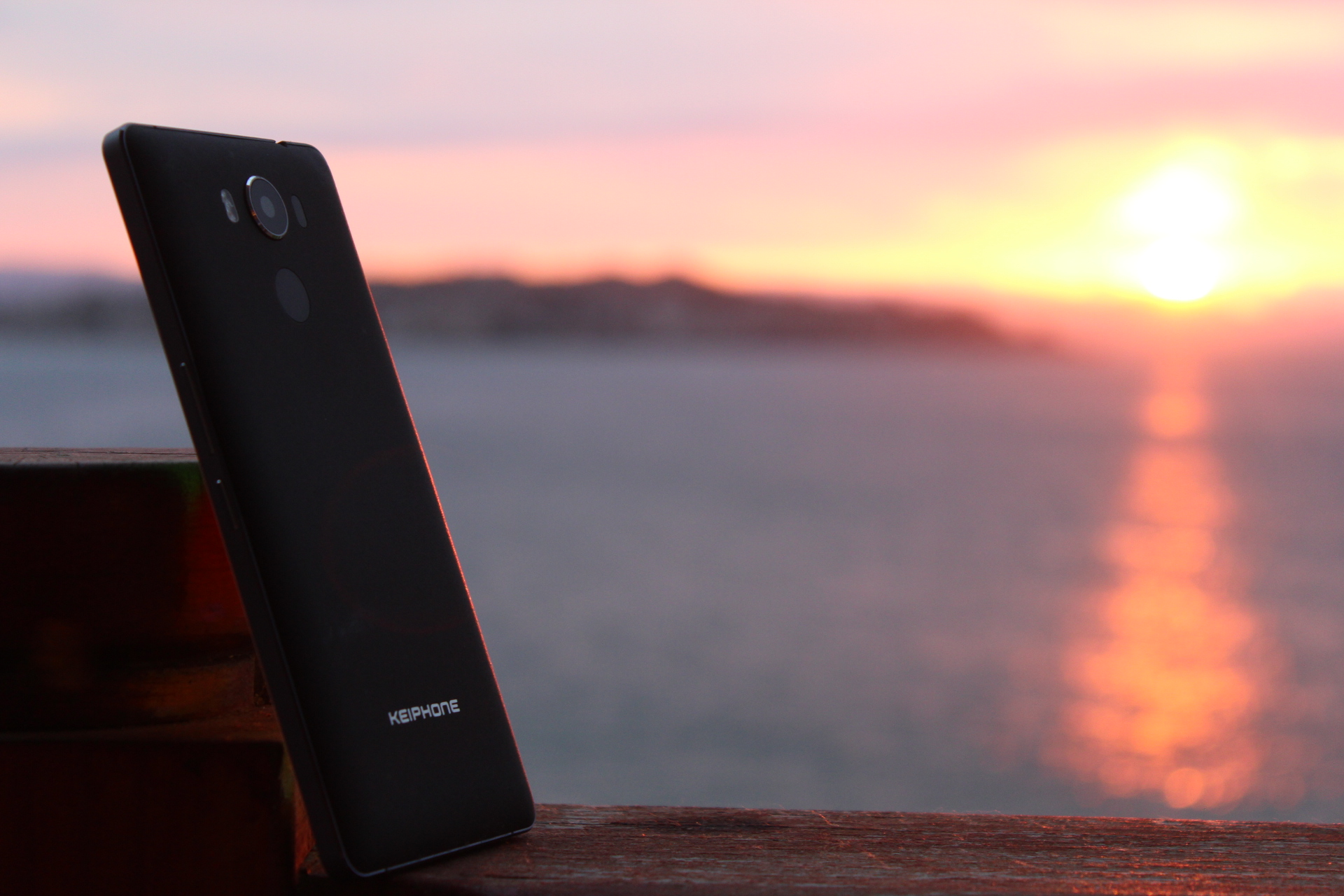
Keipohne K10 Helio con fondo la península de Tongoy, Región de Coquimbo.

### K8 y K8s
Lanzado en conjunto al K6 el día 26 de diciembre de 2015. 8 núcleos a 1.3 Ghz, 3 GB de RAM, pantalla 5.5 y escáner de huella digital.  Se saca una segunda versión del modelo en marzo del 2016 con el fin de poder mejorar los problemas de consumo de batería que el procesador MediaTek presentaba.

### K10 Helio
Lanzado el 23 de diciembre de 2016.  Con un procesador MediaTek de 8 núcleos a 2.0 GHz, 4 GB RAM, giroscopio, sensor de huella digital, cámara Sony de 13 MP, pantalla 5.5 provisto por LG, Android nativo 6.0, USB tipo C, carga inalámbrica, Dual SiM, entre otras características.

### Pro-X
Lanzado el 14 de enero de 2017. Poseedor de Dual Sim 4G, Cámara 8MP Omnivision y un procesador de 4 núcleos.